# 花房義質

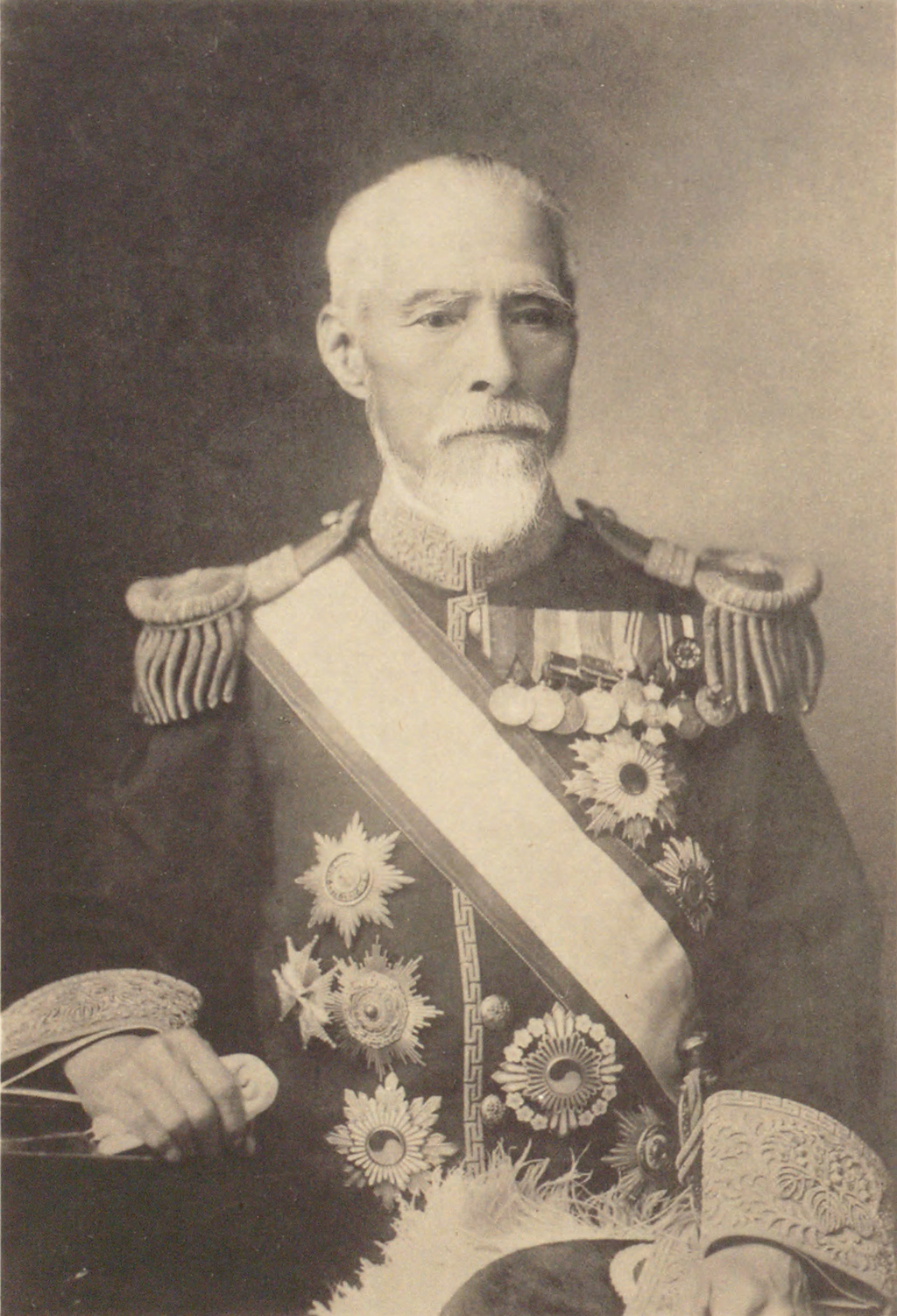
花房義質

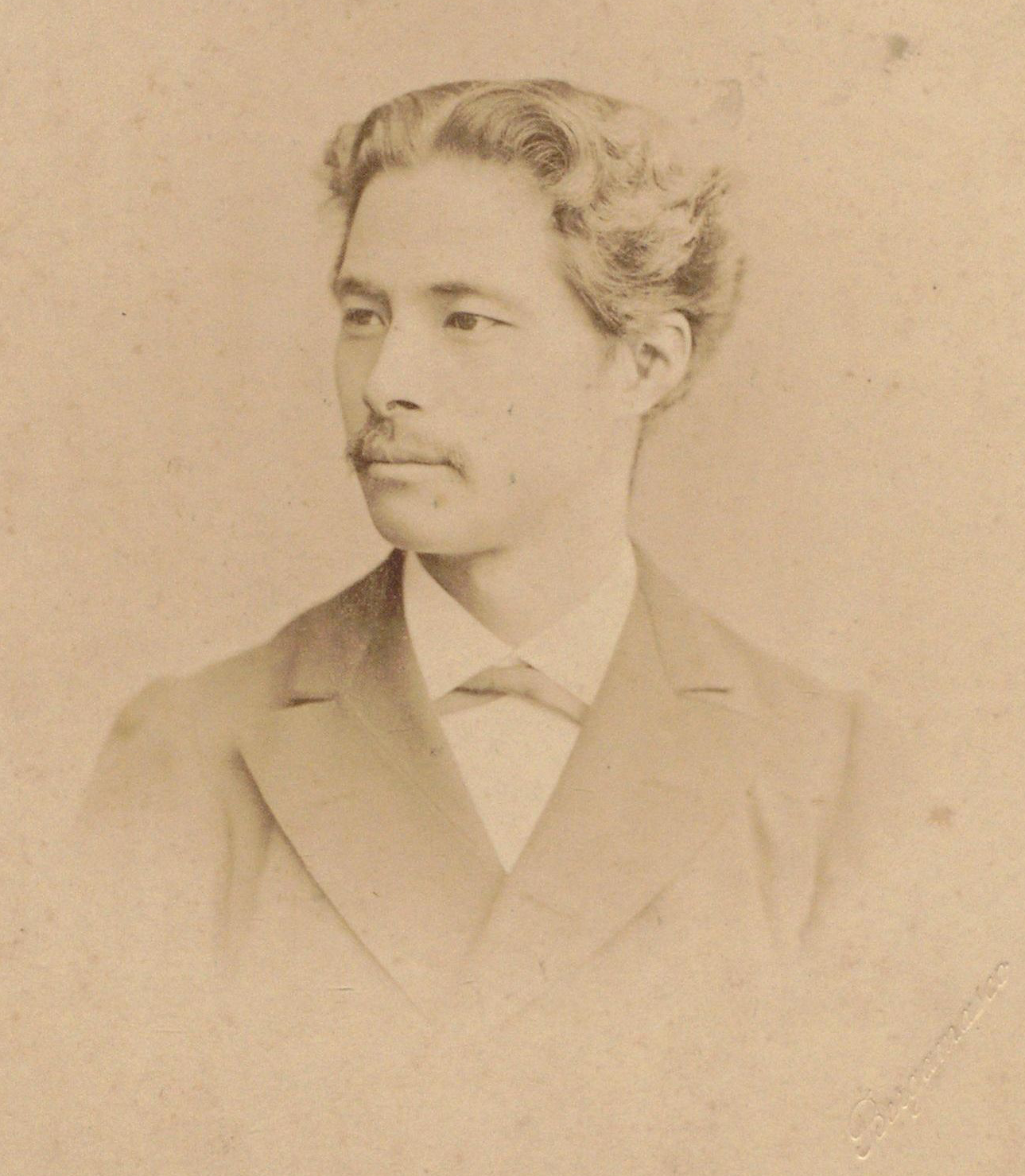
花房義質

花房 義質（はなぶさ よしもと、1842年2月10日（天保13年1月1日）- 1917年（大正6年）7月9日）は、明治、大正期の外交官。岡山藩士で実業家、初代岡山市長・花房端連の長男。爵位は子爵。歴任した主な官公職は枢密顧問官、日本赤十字社社長など。

## 来歴・人物
緒方洪庵の適塾で学び、1867年（慶応3年）にヨーロッパ諸国やアメリカに遊学し翌年帰国。1870年（明治3年）から外国官御用掛として外務省に出仕。同年日清修好条規の土慣らしの為に渡清。
1872年（明治5年）にペルー国船に乗船の清国人奴隷虐待問題（マリア・ルース号事件）で外務卿副島種臣の補佐として書記官を担当し、仲介裁判のための代理公使としてサンクトペテルブルクに派遣され、訴訟の後は日露国境画定交渉のため派遣された榎本武揚全権公使を補佐。
1876年（明治9年）5月に日朝修好条規が締結され、翌年の1877年（明治10年）に花房は駐朝鮮代理公使に任命される。翌1878年（明治11年）8月10日から、日朝修好条規に反して朝鮮政府が釜山の豆毛鎮に税関を設置し、朝鮮国内の輸入業者に対して関税の徴収を開始したことから、報復措置として代理公使の花房は軍艦と共に釜山に派遣され、豆毛鎮に設置された税関の撤去を要求する。最終的に、朝鮮政府が折れる形で事態は沈静化し、同年12月4日に豆毛鎮の税関は正式に撤去された。1880年（明治13年）4月、日本政府は漢城への日本公使の常駐化を決定、初代公使として花房が任命される。だが、この時点ではまだ漢城に公使館は開いていなかった。この公使館開設の件と仁川開港問題について金弘集と折衝し、その後、漢城に日本公使館正式設置と仁川開港を朝鮮政府に認めさせ、それに併せ日朝間で国書の交換がなされ、花房は代理公使から公使へと昇格した。
その後、朝鮮に駐在し朝鮮軍近代化の為別技軍を提案するが、それが原因となった壬午事変では暴徒に包囲された公使館を脱出して命からがら帰国、直後に寺内正毅率いる日本軍と共に朝鮮へ渡り済物浦条約を締結させ、事件の損害補償とともに、漢城への日本軍駐留などを認めさせる。また1882年（明治15年）、この事件の謝罪のため来日した朴泳孝が来日する戦艦上で韓国国旗を考案したとされるが、それに先立って朝鮮皇族の用いる三つ巴の図案を日章旗に刺繍をして並べて掲揚したことが好評であった旨とともに〝朝鮮ノ国旗ハ我之ヲ助ケテ速ニ制定セシムヘキノ事案〟との建議書を花房は提出している。
翌1883年（明治16年）より1886年（明治19年）までの3年間にわたり、在露特命全権公使としてサンクトペテルブルクに駐在した。
その後は農商務次官、帝室会計審査局長、宮内次官、枢密顧問官、日本赤十字社社長などを歴任した。1896年（明治29年）、華族に列せられ男爵を叙爵される。
目黒にある城南五山の一つである花房山は、1911年（明治44年）に花房が子爵に陞爵した際に別邸を構えたことが地名の由来した。（現在の品川区上大崎三丁目付近）
1917年（大正6年）、慢性胃炎のため死去。墓所は大田区池上本門寺。

## 栄典
位階
- 1883年（明治16年）4月26日 - 従四位[3]
- 1886年（明治19年）10月20日 - 従三位[4]
- 1900年（明治33年）3月30日 - 正三位[5]
- 1917年（大正6年）7月9日 - 正二位[6]

爵位
- 1896年（明治29年）6月5日 - 男爵[7]
- 1907年（明治40年）9月23日 - 子爵[8]

勲章等
| 受章年                     | 略綬 | 勲章名                   | 備考 |
| -------------------------- | ---- | ------------------------ | ---- |
| 1882年（明治15年）4月25日  |      | 勲三等旭日中綬章         |      |
| 1882年（明治15年）9月28日  |      | 勲二等旭日重光章         |      |
| 1889年（明治22年）11月25日 |      | 大日本帝国憲法発布記念章 |      |
| 1890年（明治23年）12月26日 |      | 勲一等瑞宝章             |      |
| 1898年（明治31年）12月28日 |      | 旭日大綬章               |      |
| 1909年（明治42年）4月18日  |      | 皇太子渡韓記念章         |      |
| 1915年（大正4年）11月10日  |      | 大礼記念章               |      |
| 1917年（大正6年）7月9日    |      | 旭日桐花大綬章           |      |

外国勲章佩用允許
| 受章年                     | 国籍     | 略綬 | 勲章名     | 備考 |
| -------------------------- | -------- | ---- | ---------- | ---- |
| 1907年（明治40年）11月29日 | 大韓帝国 |      | 李花大勲章 |      |

## 家族
- 父 花房端連（岡山市長）
- 弟 松田重直（甲州流軍学師範松田重徳の養嗣子となり海軍少匠司（造船技官）となる）
- 弟 花房直三郎（法学博士。統計学者で初代内閣統計局長。第一回国勢調査を担当した）
- 嗣子 花房太郎（海軍少将、貴族院議員）岳父は香川敬三[17]
- 五女の豊子は鮫島具重の妻[17]。

## 関係記録
- 岡山県立記録資料館に「花房端連・義質関係資料」（3537点）が所蔵、公開されている。
- 外務省外交史料館に「花房義質関係文書」(約640点）が保存、公開されている。

## 関連事項
- 花房氏
- 東京地学協会
- 興亜会